# Tagless

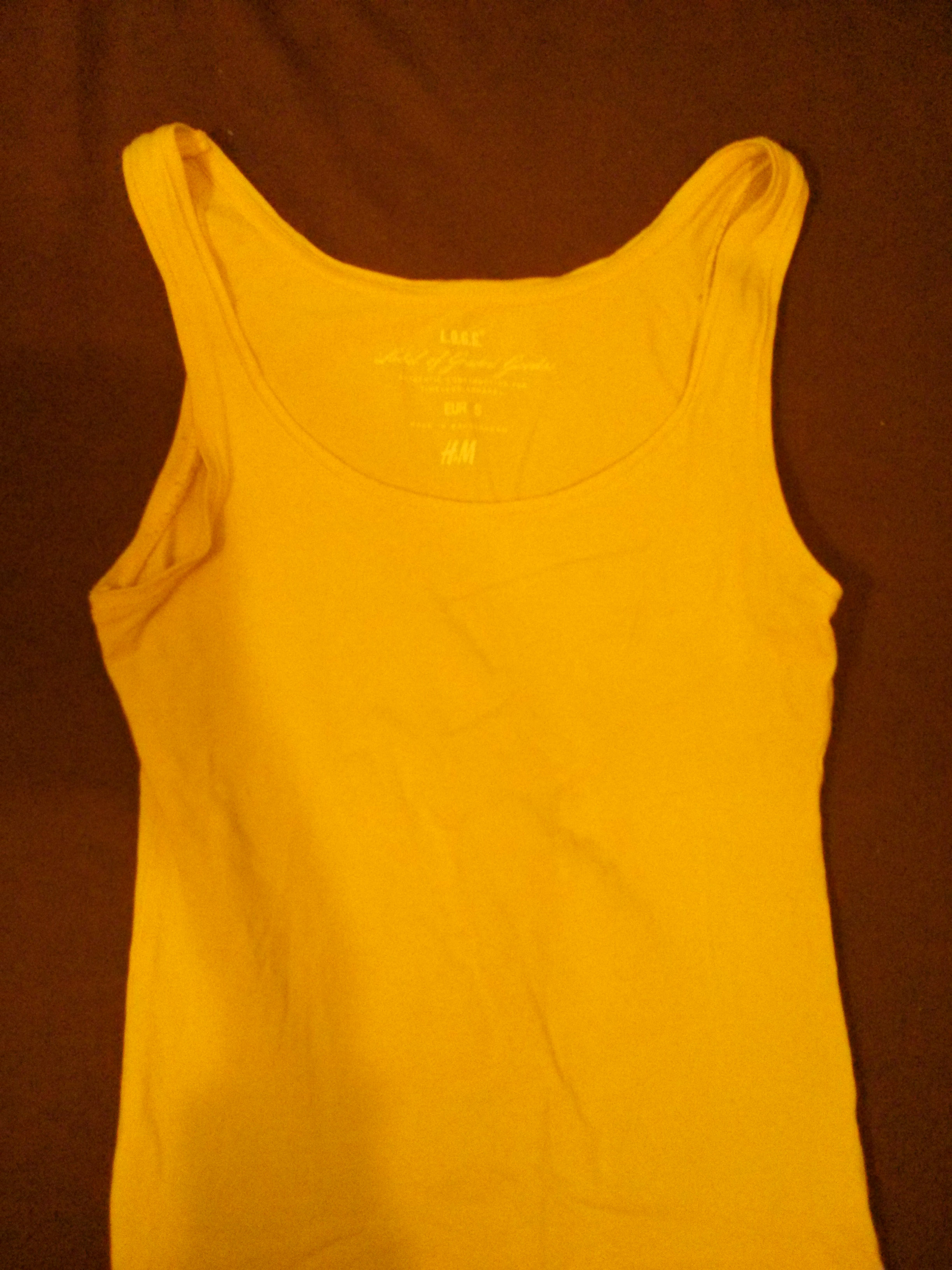
Gelbes Shirt ohne eingenähtes Label oder Etikett, stattdessen innenseitig bedruckt

Als Tagless (eng. für etwa „etikettenlos“) bezeichnet man in der Textilindustrie eine Fertigungsweise für Produkte, die keine eingenähten Etiketten oder Label aufweisen, wie sie etwa für Wasch- und Pflegeanleitungen, Angaben zur Konfektionsgröße und materielle Zusammensetzung des Produktes gemäß Textilkennzeichnungsgesetz üblich sind. Die jeweiligen Angaben werden stattdessen im Tampondruck an entsprechender Stelle mit umweltfreundlichen Druckfarben auf die Innenseite des Textils aufgebracht.